# Municipio de Burgos
El municipio de Burgos es uno de los 43 municipios que constituyen el estado mexicano de Tamaulipas. Su cabecera municipal es la Villa de Burgos. Según el Conteo de Población y Vivienda de 2020, el municipio tiene 4,456 habitantes. Durante los últimos años, la población ha disminuido debido a la emigración hacia los Estados Unidos. Fue fundado en 1749 por José de Escandón, lo que lo convierte en una de las localidades más antiguas del estado, y su nombre hace referencia a la ciudad de Burgos en España. La población se dedica principalmente al sector primario. Es un territorio lleno de contrastes, hay extensas llanuras y montes altos en la parte colindante con San Carlos, el río Conchos[cita requerida] atraviesa el municipio antes de llegar a su desembocadura en la Laguna Madre.

## Historia
El 20 de febrero de 1749 el coronel José de Escandón fundó la Villa de Nuestra Señora de Loreto de Burgos, con 46 familias (229 personas) que provenían principalmente de Linares, Nuevo León, que puso al mando de don José Antonio Leal de León y Guerra . Al inicio fue difícil, sobre todo por los habitantes que ya poblaban la zona. Durante mucho tiempo y debido a su ubicación geográfica, Linares fue el único lugar con el que existía intercambio económico. En la actualidad, la existencia de caminos y carreteras, permite la comunicación con suma facilidad con los municipios que están en sus cercanías, como San Fernando, Cruillas y Méndez.

### Personas Ilustres
Ciro de La Garza Treviño, abogado, historiador y magistrado, que entre sus logros están numerosas obras publicadas así como años de docencia en la Universidad Autónoma de Tamaulipas.  
Agapito Zúñiga, Músico reconocido dentro de la música tejana, originario del Rancho Potreros, actualmente ejido Benito Juárez.
Samuel Albino Kelly, Fundador del Sindicato de Alijadores de la Zona sur de Tamaulipas.
María Garza, Fundadora del Concilio México Americano pro avance académico de la población mexicana en Estados Unidos.
Efrén Galván, atleta que representó a Tamaulipas y a México en competiciones internacionales, ganador del premio al deportista del año 2010 en Tamaulipas.
Pbro. Ildefonso Herrera Berlanga, ( 19 de mayo 1953 - 19 de enero de 2020 )sacerdote católico, ordenado para tal ministerio en la catedral de H. Matamoros el 7 de agosto de 1982, desempeñando su ministerio en diversas ciudades de la frontera del estado de Tamaulipas, como Matamoros, Reynosa y Río Bravo. Así como en la Dirección de diversos grupos de actividades pastorales de la Diócesis, fallece el día 19 de enero de 2020, y es sepultado junto a sus padres en el Panteón Municipal de la Ciudad de Valle Hermoso. Algunos de sus antepasados yacen en su ciudad natal Brugos.

## Descripción geográfica

### Ubicación
El municipio de Burgos se localiza al noroeste del estado, en las coordenadas 24º 56' de latitud norte y 98º 48' de longitud oeste; a una altitud de 193 metros sobre el nivel del mar. El municipio tiene una extensión de 1922.7 km². Limita al norte con el municipio de Méndez y el estado de Nuevo León; al este con los municipios de San Fernando, Méndez y Cruillas; al sur con los municipios de San Carlos, Cruillas y  San Nicolás; al oeste con el municipio de Linares, en el estado de Nuevo León.

### Orografía e Hidrografía
La cuenca de Burgos es una región geológica ubicada en la Planicie Costera del Golfo de México.
Es un territorio lleno de contrastes, hay extensas llanuras con matorrales, hasta llegar a la Sierra de San Carlos y montes altos. Cerca de la sierra de Cruillas, se levanta el cerro de San Pablo y hacia el noreste se encuentra el cerro de la Loma del Perico. La altitud media del municipio es de 381 msnm, y al suroeste del municipio alcanza su elevación máxima con 609 msnm. Sus principales recursos hidrológicos son el río Conchos y los arroyos Burgos y Mojarras, los cuales nacen en las cercanías de la Sierra de San Carlos y de la Sierra Madre Oriental.

### Clima
El municipio de Burgos cuenta con dos tipos de clima (según la clasificación de Koopen-García). En la mayor parte del territorio, predomina un clima menos seco que los esteparios, muy cálido con presencia de canícula, extremo.
En la parte sur predomina el tipo de clima semicálido en verano, cálido con lluvias en verano y otoño. Su precipitación media anual fluctúa entre 500 y 600 milímetros, la dirección de los vientos predominantes es del sureste.

## Flora y fauna
La vegetación es variada, predomina el matorral, mezquite, ébano, barreta, nopal, granjeno, tasajillo, huizache, cenizo, coyotillo, anacua, panalero, coma,coyotillo, huapilla, gavia,nopal, pita,entre otros.

La fauna está compuesta del venado, conejo, liebre, puma, serpientes, jabalí, mapache, gato montés, tejón, armadillo, zorrillo, zorra, coyote, codorniz, aves variadas, entre otros.

## Economía

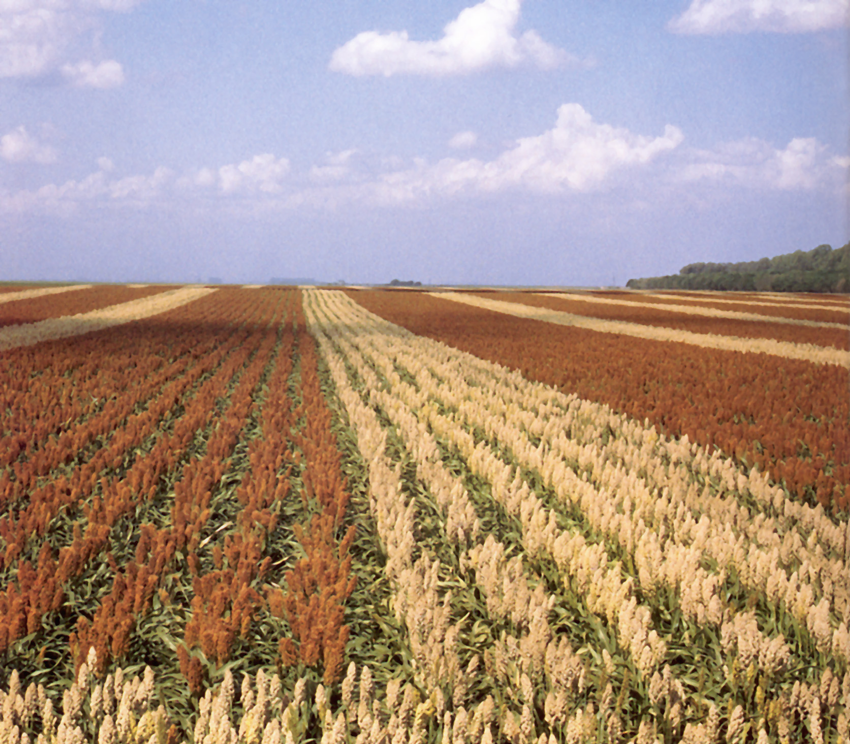
Se cultiva sorgo en el municipio.

Según el INEGI hay 1425 personas económicamente activas. Desde su fundación, la agricultura y la ganadería han sido sus dos principales actividades, dejando al comercio y al turismo en segundo plano:
- Agricultura: se desarrolla en tierras de temporal; se cultiva sorgo, maíz, soya, frijol, entre otros cultivos.
- Ganadería: se crían bovinos, caprinos, porcinos , ovinos y algunas aves.
- Industria: existe una empresa procesadora de productos derivados de la carne y existió una de ropa.
- Turismo: se practica la caza de paloma ala blanca. Cada año recibe la visita de gran parte de la población que ha emigrado sobre todo a los Estados Unidos.
- Comercio: principalmente se comercia con productos de primera necesidad, posee tiendas de abarrotes, dulcerías, carnicerías y tortillerías. También comercios mixtos que venden artículos diversos.
- Servicios: cuenta con restaurantes, hoteles y servicios financieros, profesionales, técnicos, comunales, sociales, personales, turísticos y de mantenimiento.

## Cultura
Arqueología
En el mes de mayo del año 2013, unos arqueólogos encontraron en una cueva de esta región más de 1500 pinturas prehispánicas. Fue un gran descubrimiento, debido a que no se sabía que en esta región hubiesen vivido grupos prehispánicos.
Fiestas, danzas y tradiciones
Fiestas populares:
El 20 de febrero, conmemoración de su fundación;

1º de agosto, fiesta tradicional del pueblo, celebrándose el inicio de la feria popular.
Tradiciones y Costumbres:
Como un recuerdo de la mayordomía mixteca, se acostumbra llevar a la Virgen de Loreto en procesión a la casa de un vecino de la Villa, el cual se convierte en anfitrión.
Música
Asentado en la región norte de Tamaulipas los eventos sociales y culturales se acompañan con música norteña con instrumentos como el acordeón, tololoche y bajo sexto. Existen diversos grupos de música regional mexicana, especialmente en la modalidad de música norteña, que destacan por usar acordeón, bajo sexto, bajo eléctrico y batería o tarola. Por mencionar algunos; Lupe y Raúl, El Minuto y su Nieto, El tío y el sobrino, Los Cenzontles de Burgos, Impacto Burgueño entre otros
Gastronomía
La gastronomía del municipio, por ser una región ganadera y de la costa norte del país, es a base de carnes como la machaca con huevo, cecina, barbacoa, queso. Para muchos paladares tanto nacionales como extranjeros, el cabrito de Burgos es el mejor de la región norte de México. 
Centros turísticos
Atraídos por la abundancia de paloma ala blanca arriban al municipio un sinnúmero de turistas nacionales y extranjeros.
El conjunto de valores, expresiones y tradiciones del municipio se observa a través de las áreas de esparcimiento.
En la villa de Burgos existen una plaza y un parque recreativo. 
Así mismo, tiene biblioteca, un salón de actos múltiples y un teatro al aire libre.

### Educación
En la cabecera municipal se cuenta con centros educativos de Educación Primaria, Secundaria, Media Superior (CEMSADET COBAT 08) y desde 2011 por iniciativa y gestión del entonces presidente municipal Fernando López Pando, Carlos Orozco García y José Humberto Camarillo, se cuenta con una Unidad de Educación a Distancia de la Universidad Politécnica de Victoria, ofreciendo las carreras de Ingeniería en Tecnologías de la Información y la Licenciatura en Administración y Gestión de PYMES. Fue un hecho histórico pues se convirtió en uno de los pocos municipios que pese a tener una población menor a los 5000 habitantes, cuenta con Educación Superior. En los 17 ejidos y las demás localidades pequeñas, existen por lo general solo educación primaria y preescolar comunitario, en los Ejidos Lázaro Cárdenas, Cándido Aguilar, Las Margaritas y El Mulato, existe la educación secundaria en su Modalidad de Telesecundaria. 

### Monumentos y lugares de interés
- La iglesia de Nuestra Señora de Loreto: data de 1792 y es una de las más antiguas del estado. Es de estilo colonial, que con el paso de los años se ha ido degradando estructuralmente.

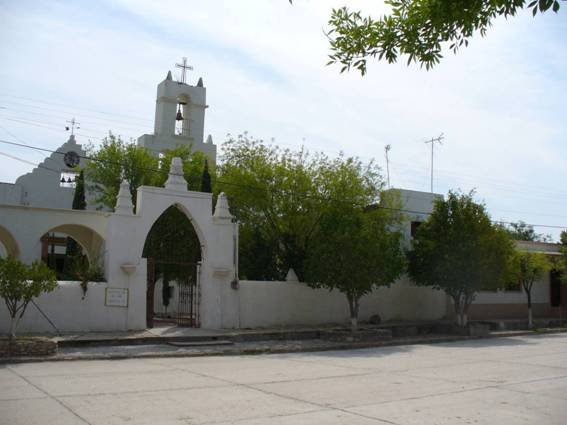
Parroquia de Nuestra Señora de Loreto, Monumento Histórico que data del año de 1792 y que reúne a miles de feligreses en Semana Santa, Navidad y el 15 de agosto que se celebra su Fiesta Patronal.

- El Cerro de Burgos: cuando se celebran las fiestas patronales, la imagen de la Virgen es llevada hasta lo alto del cerro donde se exhibe una cruz en honor a Nuestra Señora de Loreto.

Burgos (la cabecera del municipio) es un pueblo típico que mantiene sus costumbres. En la parte alcanzada por la Sierra de San Carlos, se encuentran obras de arte rupestre en numerosos lugares. Además existen abundantes fósiles en la parte alcanzada por la sierra de San Carlos. Hay que decir que hasta hace poco todos los lugares históricos no eran conocidos ni cuidados por la autoridad. Hace poco que fueron "descubiertos" por el Instituto Nacional de Antropología e Historia, cosa que ya había sido hecha por los pobladores e historiadores extranjeros desde hace varias décadas.

### Folklore y costumbres
Las fiestas patronales que se realizan durante las dos primeras semanas de agosto, es la principal fiesta del municipio. Están dedicadas a Nuestra Señora de Loreto, y se llevan a cabo en el templo homónimo. En las festividades, se pueden apreciar espectáculos de juegos pirotécnicos, celebraciones religiosas y venta de antojitos. Durante estos días la imagen de la Virgen es paseada por el pueblo, y el anfitrión de cada año es el encargado de dar de comer a los peregrinos.

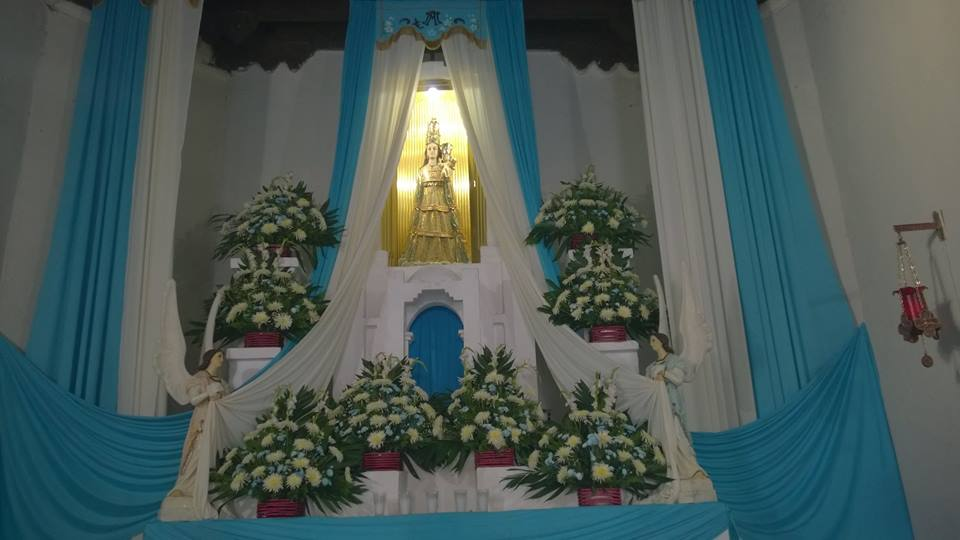
Altar de La Virgen de Nuestra Señora de Loreto, patrona de la Parroquia del Pueblo de Burgos. Foto tomada durante el Quincenario del año 2015.

Hay otras festividades en otros pueblos más pequeños cercanos a la Villa, como lo es en Cándido Aguilar, y Lázaro Cárdenas, las cuales también datan de varios años y son al igual que en la cabecera fiestas con motivos religiosos.
El Día de Muertos, es un día especial para los burgaleses, durante este día las personas limpian y decoran las tumbas de sus difuntos, todos asisten al panteón local donde están gran parte del día. Un día antes es dedicado a los niños fallecidos. En algunos lugares son levantados los tradicionales altares de muertos.
En febrero se celebran las fiestas del aniversario del pueblo, donde se puede disfrutar de carreras de caballos, bailes públicos y fuegos artificiales; al igual que puestos de venta de baratijas y comida en la plaza del pueblo.

### Gastronomía
Hay diferentes platillos típicos aunque la influencia de otras regiones han hecho variado el menú de los habitantes. Entre los platillos que se degustan podemos mencionar: mole de guajolote, caldo de mojarra, pollo ranchero, barbacoa, menudo, tacos de carne asada y asado de armadillo; también las hojarascas, almidones, bastimento, dulces de leche, las chochas (conocidas en la región como flores), los "pipinos" verdura silvestre con abundante semilla interna, muy 
apetecido por la población lugareña, entre otros.

## Gobierno
Su forma de gobierno es democrática y depende del gobierno estatal y federal; se realizan elecciones cada 3 años, en donde se elige al presidente municipal y su gabinete.
El municipio cuenta con 115 localidades, las más importantes son: Villa de Burgos (cabecera municipal), Cándido Aguilar, Rancho la Colmena,  San Isidro, Paso Hondo, Labores de la Paz, Plan de Ayala, Lázaro Cárdenas y el Pedregal.

### Presidentes municipales
1. 1926- ARNULFO TREVIÑO /FRANCISCO ADAME.
2. 1927- ARNULFO G FLORES.
3. 1928- GREGORIO TREVIÑO TREVIÑO.
4. 1929-1930 RAFAEL D. TREVIÑO.
5. 1931-1932 MAXIMO FLORES.
6. 1932 -JUNTA DE ADMINISTRACION CIVIL:MIGUEL DE LA GARZA, AURELIO G.GARZA, GABRIEL ADAME, SANTOS LOZOYA Y FEDERICO PALACIOS.
7. 1933-1934 SILVESTRE ESPINOZA.
8. 1935 GUSTAVO ZUÑIGA BORREGO/MANUEL TREVIÑO GARZA/GABRIEL FLORES Z.
9. 1936- GABRIEL ADAME/RAYMUNDO CANO GONZALEZ.
10. 1937-1938 GABRIEL FLORES RAMIREZ.
11. 1939-1940 FRANCISCO ADAME GONZALEZ.
12. 1941-1942 SEGUNDO CANO ZUÑIGA.
13. 1943-1945 TOMAS DE LA ROSA HUERTA.
14. 1946-1947 MACEDONIO DE LA ROSA HUERTA.
15. 1947-1948 JUNTA DE ADMINISTRACION CIVIL: GILBERTO PALACIOS TREVIÑO, JOSE E. DE LA GARZA, RAYMUNDO CANO Y TADEO PALACIOS TREVIÑO.
16. 1949-1951 JACOBO TREVIÑO GUTIERREZ.
17. 1952-1954 ROMULO FLORES TREVIÑO.
18. 1955-1957 MIGUEL DE LA GARZA FLORES.
19. 1958-1960 JOSE CAMARILLO GUTIERREZ.
20. 1961-1962 DIMAS TREVIÑO ZUÑIGA.
21. 1963-1964 OSCAR ZUÑIGA GARZA.
22. 1965-1967 EPIFANIO MOYA CAVAZOS
23. 1968-1970 VALENTIN SALINAS GARCIA.
24. 1971 DANIEL RAYMUNDO RUIZ GUEVARA.
25. 1972-1974 VICENTE RAMOS.
26. 1975-1977 JESUS GALVAN ALCALA.
27. 1978-1980 SALOMON ALVAREZ GARCIA.
28. 1981-1983 JESUS GALVAN GALVAN.
29. 1984-1986 JOSE ANGEL ADAME ESPINOZA.
30. 1987-1989 JUAN TREVIÑO CASTILLO.
31. 1990-1992 RICARDO GARCIA FERNANDEZ.
32. 1993-1995 EMILIANO GALVAN DE LEON.
33. 1996-1998 ELIAS DAVILA GONZALEZ.
34. 1999-2001 PEDRO GALVAN RIVERA.
35. 2002-2004 ALEJANDRO MOYA GARZA.
36. 2005-2007 HERACLIO GALVAN ESPINOZA.
37. 2008-2010 SERGIO PAULO ZUÑIGA GARZA.
38. 2011-2013 FERNANDO LÓPEZ PANDO.
39. 2014-2016 MARCO POLO GARZA MARTÍNEZ.
40. 2016-2018 ALEJANDRO MOYA GARZA.
41. 2018-2022 JORGE ELEAZAR GALVÁN GARCÍA.